# Flottenverein
 (novembre 2022).
Si vous disposez d'ouvrages ou d'articles de référence ou si vous connaissez des sites web de qualité traitant du thème abordé ici, merci de compléter l'article en donnant les références utiles à sa vérifiabilité et en les liant à la section « Notes et références ».

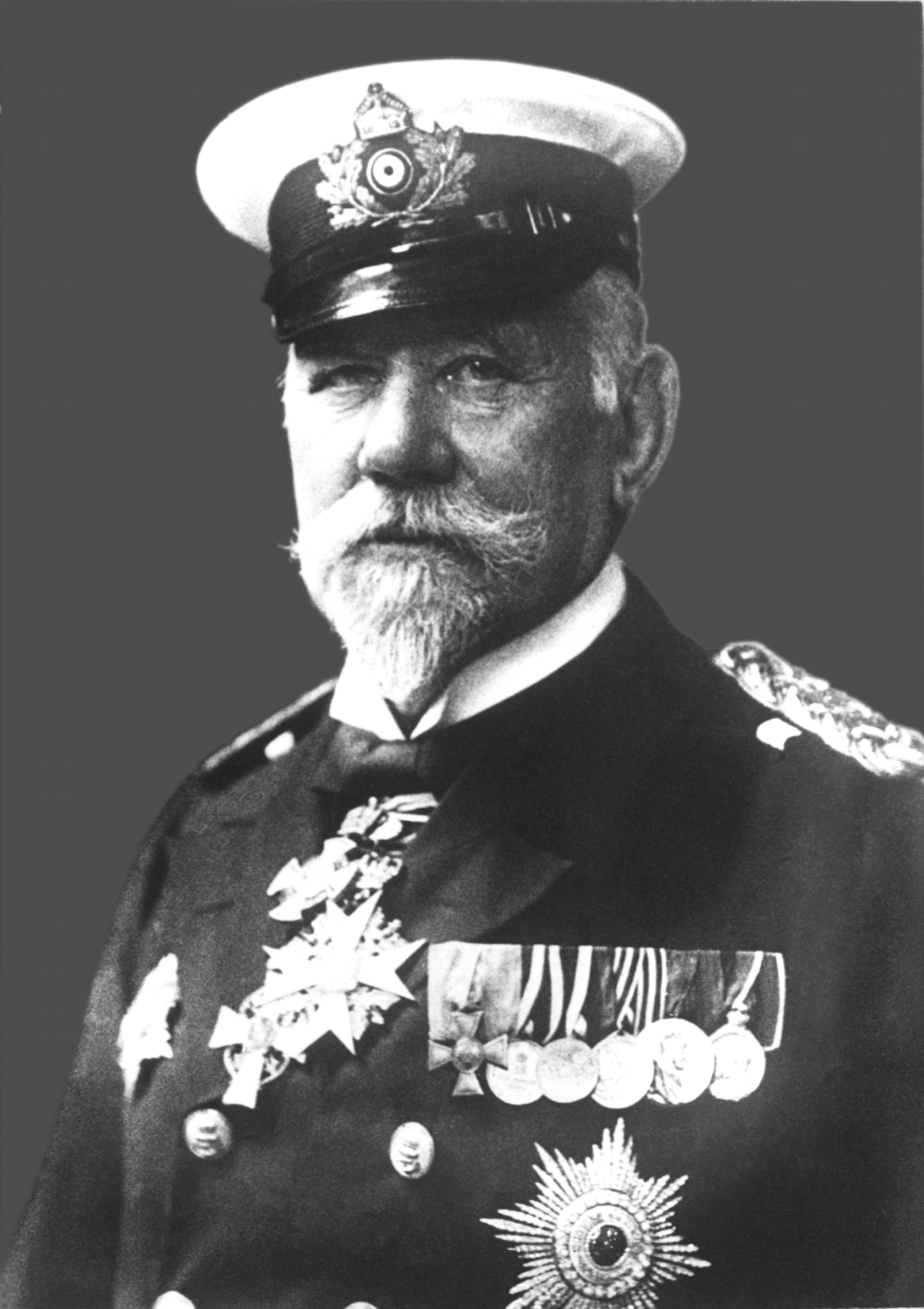
Hans von Koester

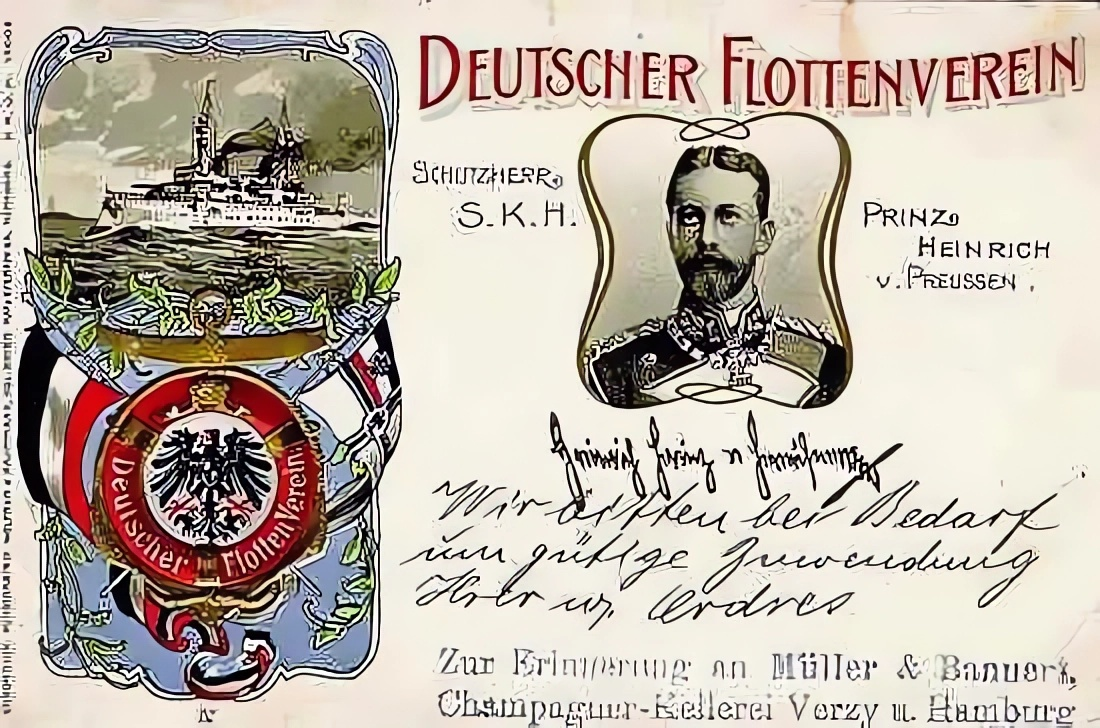
Carte postale de la Flottenverein (1902) avec l'effigie du prince Henri de Prusse

Le Flottenverein, ou Deutscher Flottenverein (en français : Union de la flotte allemande ou Ligue de la flotte allemande), DFV, est un groupe de pression créé à l’initiative de l’amiral Alfred von Tirpitz, secrétaire d’État à la Marine, afin d’obtenir du Parlement (Reichstag) le vote des crédits nécessaires à une très importante expansion de la flotte de guerre allemande. Elle prit la forme d’une association fondée en avril 1898 par des représentants d'intérêts économiques (industrie lourde, en particulier Krupp, chantiers navals et banques), des hommes politiques et des spécialistes des relations publiques que Tirpitz avait réunis dans le "Bureau d’Information » (Nachrichtenbüro) de l’Office de la Marine du Reich. Le soutien des autorités de Reich et de toutes sortes d’administrations, jusqu’au niveau des villages, a contribué à donner à l’association un caractère quasiment semi-étatique.
Le grand-amiral Hans von Koester en fut le président de 1908 à 1919, puis le président d'honneur. Elle fut renommée en 1919 Deutscher Seeverein, reprit son nom initial en 1931, puis fut dissoute en 1934.

## Historique
L'Union de la flotte allemande a été fondée à Berlin en 1898, alors que l'empereur Guillaume II, depuis son accession au trône dix ans auparavant, encourageait vivement la flotte allemande, en ayant la volonté de la hisser au premier rang et de concurrencer la Royal Navy, maîtresse indiscutable des mers. L'Allemagne désirait en effet accéder à une véritable Weltpolitik et non plus se cantonner à l'Europe. Elle devait rattraper son retard vis-à-vis de l'Empire britannique et de l'Empire colonial français, à la mesure de sa puissance industrielle de plus en plus dominante. L'amiral von Tirpitz lui donne une impulsion primordiale à partir de 1897, lorsqu'il devient ministre de la Marine.
C'est dans ce contexte qu'est fondée cette ligue par des industriels et des hommes  politiques comme Bernhard von Bülow, afin d'influencer les milieux d'affaires à investir et de gagner le sentiment de la population allemande. Elle est en lien avec le Nachrichtenbureau (bureau d'informations) du secrétariat à la marine, dont le service est dirigé par August von Heeringen. La Flottenverein atteint 78 762 membres, plus des affiliés dans d'autres organisations en 1898, et plus d'un million de membres à la veille de la Première Guerre mondiale. C'est la plus grande organisation de ce type au monde. Elle fait éditer des livres pour la jeunesse, des revues et des journaux. Elle bénéficie de 3 400 locaux dans tout l'empire, avec des correspondants jusque dans les villages.

## Presse
Elle édite:
- Die Flotte (1899), Berlin
- Mitteilungen des deutschen Flottenvereins, Berlin
- Ueberall (1899), Berlin

## Présidents
- Prince Wilhelm zu Wied (1898-1901)
- Prince Otto zu Salm-Horstmar (1902-1908)
- Baron Hans von Koester (1908-1919)
- Friedrich von Lindequist (1919-1933)